# Cerro del Cuatro
El Cerro del Cuatro,  es una elevación montañosa ubicada en el municipio de San Pedro Tlaquepaque.
El área alrededor del Cerro del Cuatro ha experimentado urbanización y desarrollo a lo largo de los años, lo que ha llevado a preocupaciones ambientales y a esfuerzos para conservar ciertas partes del cerro y sus alrededores.
En contextos históricos y culturales, los cerros y montañas en México a menudo tienen significados simbólicos o religiosos, y el Cerro del Cuatro no es la excepción.

## Historia
El Cerro del 4, una prominente elevación en la zona sur de Guadalajara, ha sido objeto de confusiones a lo largo del tiempo en cuanto a su nombre. Contrario a la creencia popular, su denominación no proviene de las antenas en su cima, sino de un hecho histórico relevante.
El 8 de julio de 1914, durante los momentos cruciales de la Revolución Mexicana, el 4to. Batallón de Infantería, bajo las órdenes de Álvaro Obregón, hizo su entrada a Guadalajara. Este batallón llegó por una avenida que, en conmemoración, ahora lleva el nombre de esa fecha y, por supuesto, el cerro adoptó el número del batallón como su distintivo.
Esta incursión se dio después de que Victoriano Huerta, tristemente célebre por el asesinato de Francisco I. Madero, sufriera una derrota. La responsabilidad de asegurar Guadalajara recayó en las fuerzas de Obregón.
En este contexto, emerge la figura de Manuel Macario Diéguez, un jalisciense que, según el investigador Francisco Javier Moreno Rodríguez de la Universidad de Guadalajara, se distinguió en la Revolución Mexicana. Aunque Diéguez no combatió en Jalisco, su historia se cimentó en Cananea, Sonora. Fue protagonista en la huelga de la mina de cobre en Sonora, movimiento considerado precursor de la revolución. Tras ser encarcelado por su activismo, fue liberado durante la presidencia de Madero. Sin embargo, después del asesinato de Madero, Diéguez se unió al Ejército de Obregón.
La entrada triunfal de Diéguez a Guadalajara en 1914, después de que Pancho Villa derrotara a Huerta en Zacatecas, simboliza la importancia de este líder jalisciense en el panorama revolucionario. Enviado a su tierra natal para asegurar Guadalajara para Obregón, Diéguez se erige como el tapatío de mayor relevancia en la lucha revolucionaria.

### Los Cambios

#### Avenida 8 de Julio y Cerro del 4 en Guadalajara: Pasado y Presente

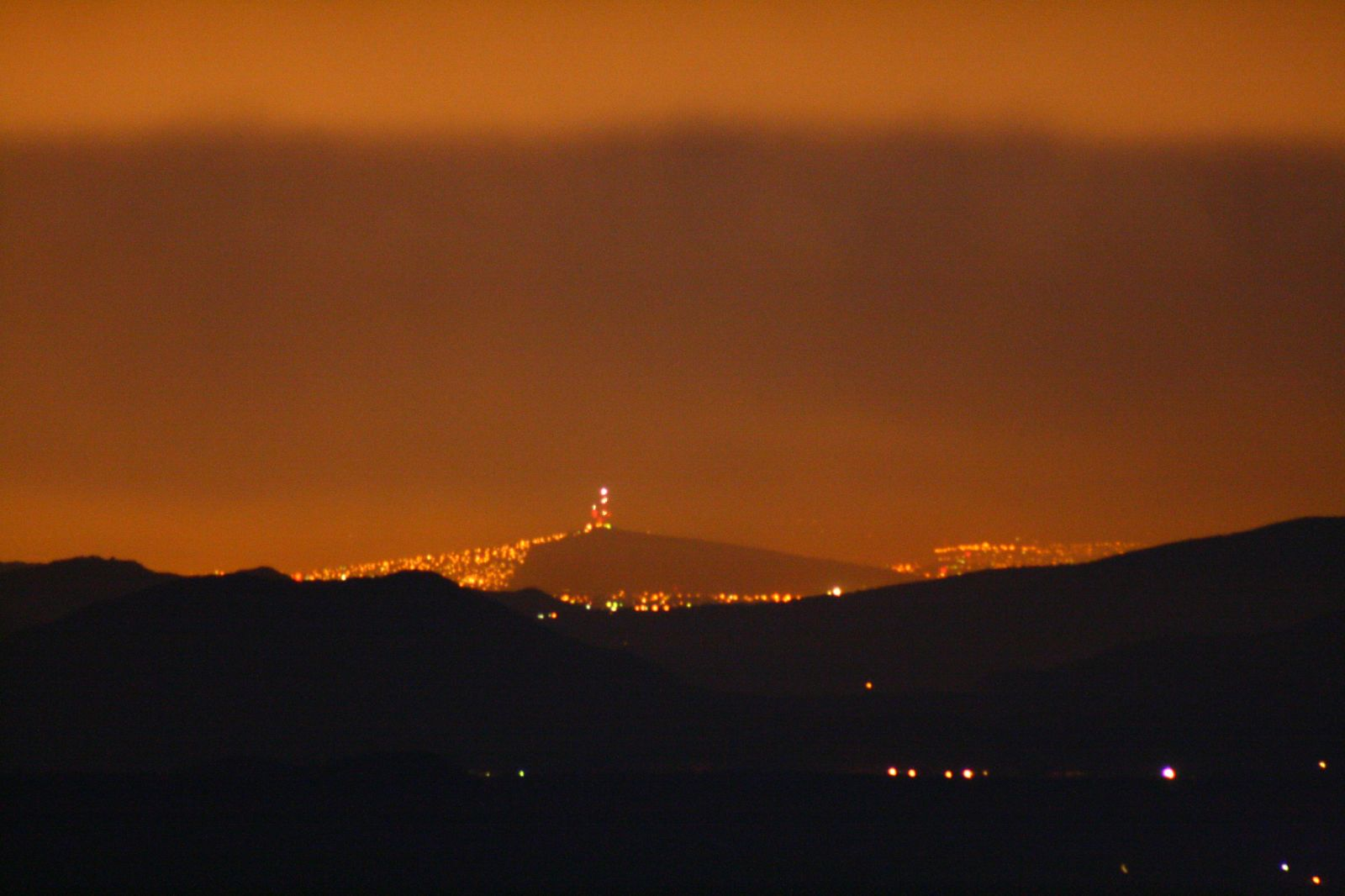
Cerro del Cuatro desde el Huehuenton.

La Avenida 8 de Julio se ha transformado en una arteria vital para la ciudad de Guadalajara. Lo que antes era una vía empedrada, limitada en su extensión, ha evolucionado para convertirse en una de las principales avenidas de la Zona Metropolitana.
Originalmente, durante los años 80, esta avenida estaba empedrada y se extendía desde la avenida Niños Héroes hasta la calle Reyes Heroles en la colonia Polanquito. Más allá de este punto, la avenida presentaba tramos de tierra y empedrados hasta el periférico. Un distintivo de la zona era un gran árbol en el cruce, que eventualmente fue retirado para instalar una obra pluvial que mitiga las inundaciones. Fue en los años 90 cuando se tomó la decisión de conectar completamente la Avenida 8 de Julio con el anillo Periférico, respondiendo a las necesidades de circulación de la ciudad que crecía rápidamente.
Por su parte, el Cerro del 4 se yergue como el punto más alto de la Zona Metropolitana. Sin embargo, no ha estado exento de las consecuencias del crecimiento urbano. Durante las décadas recientes, el cerro ha sido objeto de urbanización intensiva, en particular por colonias irregulares en el municipio de Tlaquepaque, lo que llevó a la ocupación de más de la mitad de su extensión. Ante este desarrollo acelerado, se tomó la decisión de cercar una parte del cerro para su protección. En los años 80, este cerro también vio la llegada de antenas transmisoras de Televisa y de medidores de contaminación instalados por el gobierno estatal.
El contraste entre la avenida y el cerro refleja los cambios y desafíos que Guadalajara ha enfrentado a medida que se ha desarrollado y expandido, equilibrando la modernización con la preservación del patrimonio natural y cultural.

## Geografía
Si estás buscando una escapada tranquila y serena cerca de Tlaquepaque, Jalisco, esta ruta de senderismo de 3,5 km es una excelente opción. Con una clasificación de "fácil", es ideal para caminantes de todos los niveles, incluidas familias y principiantes.
El recorrido promete un agradable paseo sin muchas elevaciones o terrenos complicados. Es una experiencia de senderismo que se aleja del bullicio de la ciudad y se sumerge en la belleza natural de la región.
Una de las ventajas de esta ruta es su tranquilidad. Es menos concurrida que otras, lo que ofrece una oportunidad única para disfrutar del entorno natural en paz y silencio. Ya sea que busques un lugar para reflexionar, para ejercitarte o simplemente para admirar la naturaleza, este camino te brindará una experiencia satisfactoria.
Es recomendable llevar agua, protección solar y calzado cómodo para senderismo. También es una buena idea llevar un mapa o dispositivo GPS, especialmente si no estás familiarizado con la zona.